# Dinaelza Coqueiro
Dinaelza Soares Santana Coqueiro, também conhecida como "Maria Dina", "Dinorá"  e "Mariadina" (Vitória da Conquista, 22 de março de 1949 – Araguaia, 8 de abril de 1974), foi uma guerrilheira brasileira, militante do Partido Comunista do Brasil (PCdoB) e integrante da Guerrilha do Araguaia, movimento guerrilheiro ocorrido entre o final da década de 1960 e o começo da década de 1970 na região amazônica, ao longo do rio Araguaia.

## Biografia
Filha de Antonio Pereira de Santana e de Junília Soares Santana, Dinaelza nasceu na cidade baiana de Vitória da Conquista, no dia 22 de março de 1949. Realizou os estudos primários e secundários na escola estadual Régis Pacheco, em Jequié, no interior da Bahia. Durante os estudos naquela instituição, foi responsável pela fundação do grêmio de estudantes.
Em 1969, após obter o ensino completo, mudou-se a Salvador para estudar Geografia na Universidade Católica de Salvador (UCSAL). Na entidade, participou em grupos de discussão política onde conheceu Vandick Coqueiro, estudante de economia com quem se casou, e Luzia Reis, estudante de ciências sociais. Os dois seriam seus companheiros de guerrilha anos depois. Durante a graduação (permaneceu até o segundo ano), foi integrante do comitê executivo do Diretório Central dos Estudantes da universidade.
Em 1970, Dinaelza e Vandick Coqueiro se integram ao comitê estudantil do Partido Comunista do Brasil (PCdoB). Em 1971, após trabalhar na empresa aérea Transbrasil, demitiu-se e foi, junto com o marido, para a região do Araguaia, localidade amazônica cujo rio serviu como base de operações para a guerrilha criada pelo PCdoB em 1967.

## Guerrilha do Araguaia
Decidida a participar do movimento guerrilheiro e da luta armada desencadeada pelo PCdoB no interior do país, Dinaelza foi para as localidades paraenses de Xambioá e Marabá no ano de 1971. Os locais foram escolhidos pelo partido para fazer o levante e enfrentamento contra os militares. Nos acampamentos usava o codinome 'Maria Dina' e integrou o destacamento C, baseado na área conhecida como Gameleira. Sua trajetória durante os 3 anos que participou no movimento ainda é desconhecida.
Sua carteira de identidade, de número n° 792454-SSP/BA, foi apreendida pelos militares em um "aparelho" rural do PCdoB na região de Xambioá. De acordo com o relatório do Ângelo Arroyo, um dos poucos guerrilheiros sobreviventes de Araguaia, ela devia ter comparecido a um ponto de encontro que foi pré-estabelecido o deslocamento até o dia 28 de dezembro. Apesar da ordem, ela não apareceu na data. O ponto era um refúgio para os guerrilheiros involucrados num tiroteio no dia 17 de novembro contra o exercito. O tiroteio envolveu Elmo Corrêa, Antonio Teodoro de Castro e Micheás Gomes de Almeida, seus companheiros da guerrilha.
Esse evento foi o último registro de atividades da guerrilheira ainda com vida. Ela teria sido presa e levada para a casa de Arlindo Piauí, camponês paraense que colaborou com o exercito, para ser interrogada pela motivação da proximidade na mata onde tinha acontecido o tiroteio. Tempo depois, foi reconhecida pelos moradores da região ao estar presa na base dos militares em Xambioá onde o Major Curió, agente da inteligência militar, era responsável pela operação contra a guerrilha.

## Morte
Dinaelza foi vista por outros companheiros de guerrilha pela última vez no dia 30 de dezembro de 1973.  Foi abordada próxima a OP-1 e levada a casa de Arlindo Piauí para interrogatório. Em custódia, insultava e cuspia nos oficiais que a interrogavam, incluindo o Major Curió, que informou anos depois que se usaram técnicas de tortura. Como era resistente às interrogações e não fornecia informações quando questionada, foi executada por agentes do CIEx no dia 8 de abril de 1974.Esta versão é firmada por alguns documentos, entre eles o relatório - presente no livro Dossiê Ditadura -, emitido pelo MPF em 2002. José Veloso de Andrade, trabalhador contratado da lanchonete da base militar da época, afirma ter visto a militante ainda viva na base militar. Dinaelza foi mantida sob custódia dos militares na Casa Azul, onde foi torturada.
Em depoimento à comissão da verdade, o posseiro Cícero Pereira Gomes, então colaborador do exercito na região, informou que o corpo da Dinaelza foi enterrado na Serra das Andorinhas, na altura do KM 114 da rodovia que conecta São Geraldo de Araguaia a Marabá. O corpo nunca foi encontrado e, em consequência, é considerada como desaparecida.

## Homenagens
O nome de Dinaelza foi dado a uma rua de sua cidade natal Vitória da Conquista, na Bahia. Além disso, no mesmo endereço há uma creche municipal conveniada que leva o nome de Dinaelza Coqueiro, no bairro de Ibirapuera.